# Тринити (Сент-Китс и Невис)
Тринити (англ. Trinity) — деревня в Сент-Китсе и Невисе. Административный центр округа Тринити-Палметто-Пойнт.

## География
Находится на юге острова Сент-Китс. Высота над уровнем моря — 41 м.

### Климат
По Классификации климатов Кёппена, климат здесь определяется как Aw — тропический климат с сухой зимой и дождливым летом. Температура здесь в среднем 26,2 °C. Среднегодовая норма осадков — 910 мм.